# Огоннёр-Юряге
Огоннёр-Юряге (якут. Оҕонньор үрэҕэ; устар. Огоньор-Юрэгэ) — река в Жиганском районе Якутии, левый приток реки Лена.
Длина реки 96 километров, площадь водосборного бассейна — 739 км². Исток реки находится в болоте, на высоте 106 м, русло очень извилистое, по пути Огоннёр-Юряге протекает через множество небольших безымянных озёр. Согласно Государственному водному реестру, принимает пять значительных притоков, из которых только один имеет собственное название: Дянгыска-Юрях (ранее Дьаангыска-Юрэх), длиной 47 км, впадающий в 54 км по левому берегу. Самый верхний от устья безымянный приток, впадающий в 82 км по левому берегу, на картах подписан, как Кеюле-Юрях. Огоннёр-Юряге впадает в Лену, через безымянную протоку, отделяющую остров Аймах, в 890 км от устья.
По данным государственного водного реестра России относится к Ленскому бассейновому округу. Код водного объекта — 18030900112117500004537.